# 石井悌
石井 悌（いしい てい、1894年8月6日 - 1959年11月19日）は、日本の昆虫学者。学位は、農学博士（東京大学・論文博士・1932年）。

## 略歴
神奈川県出身。東京帝国大学農科大学実科卒。農商務省入省、農事試験場技手、1932年、「日本産跳小蜂亜科ニ関スル研究(英文) 」で、東京大学より農学博士の学位を取得。1935年東京高等農林学校（現東京農工大学）教授。のち日本植物防疫協会常務理事・研究所長、日本応用動物昆虫学会評議員・会計監査。病害虫防除、農業昆虫や寄生バチの研究を行った。

## 著書
- 柑橘害虫と駆除法 長崎農友新聞社 1926
- 武蔵野昆虫記 三省堂 1940
- 南方昆虫紀行 大和書店 1942
- 南の国の動物 増進堂 1943 (少国民選書)
- 害虫防除の実際 養賢堂 1948
- 農業昆虫学 養賢堂 1949
- 昆虫の生活 同和春秋社 1952 (観察と実験文庫)
- 主要作物害虫図説と防除法 朝倉書店 1953 (農業百科文庫
- なく虫をたずねて 同和春秋社 1953 (絵で読む文庫)
- 病害虫小事典 朝倉書店 1954 (農業百科文庫)

## 共編著
- 学生動物図鑑 岡田弥一郎,山階芳麿共編 南条書店 1952
- 殺虫剤と害虫防除法 石井象二郎共著 養賢堂 1954 (農業ブレッティン)

## 参考
- 日本人名大辞典[要文献特定詳細情報]